# شوما كوندو
شوما كوندو (باليابانية: 近藤将誠) هو لاعب كرة قدم ياباني في مركز الهجوم، ولد في 25 يوليو 1997 في آيتشي في اليابان. لعب مع نادي ألبيريكس نيغاتا.

## وصلات خارجية
- شوما كوندو على موقع قاعدة بيانات كرة القدم.إي يو (الإنجليزية)
- شوما كوندو على موقع Soccerway.com (الإنجليزية)